# تورستار
تورستار (انگلیسی: Torstar) شرکت رسانه‌ای کانادایی است، که در سال ۱۹۵۸ تأسیس شد.